# Dicheros bimacula
Dicheros bimacula är en skalbaggsart som beskrevs av Christian Rudolph Wilhelm Wiedemann 1823. Dicheros bimacula ingår i släktet Dicheros och familjen Cetoniidae. Utöver nominatformen finns också underarten D. b. gracilis.